# What Kind of Fool (Heard All That Before)
«What Kind of Fool (Heard All That Before)» — песня австралийской поп-певицы Кайли Миноуг с её сборника хитов Greatest Hits (1992). Песня была написана Майком Стоком, Питом Уотэрмэном и Миноуг и спродюсирована Стоком и Уотэрмэном.
Это была её последняя оригинальная песня, выпущенная синглом на лейбле PWL. Хотя «Celebration» была выпущена как последний сингл на лейбле, это была кавер-версия хита Kool & the Gang, а не оригинальная песня. Сингл был выпущен на компакт-диске 10 августа 1992 года и получил положительные оценки критиков, которые хвалили её за отличное завершение эры PWL. Песня поднялась до № 14 и № 17 в Великобритании и Австралии, соответственно.

## О песне
Песня с компиляции Миноуг Greatest Hits должна была стать первым синглом с альбома и последним на лейбле PWL, однако в итоге заключительным синглом стала песня «Celebration». Песня была написана Стоком и Уотэрмэном при помощи Кайли и спродюсирована Стоком и Уотэрмэном.

## Оценки критиков и публики

### Отзывы критиков
Песня получила положительные обзоры от многих музыкальных критиков, которые похвалили её за хороший выбор последнего сингла на PWL. Многие также сравнили песню с «I Should Be So Lucky» и «Better the Devil You Know», но отметили, что песня не была такой броской и яркой. Сингл был выпущен 10 августа 1992 во всем мире. На обложке была фотография мокрой Кайли с её именем и названием песни на ней. Фотография обрамлена розовой рамкой, но в Европе у неё были и другие оттенки.
Миноуг призналась в интервью с австралийским Sunday Telegraph в октябре 2008, что она не любит песню: «Есть такое, от чего я съёживаюсь», говорит она. «Есть один трек, под названием „What Kind of Fool“, который я действительно не люблю. Но я поняла, что можно бежать, но нельзя скрыться, поэтому я приняла „I Should Be So Lucky“ и многие другие песни». Кайли также почти не выступала с этой песней. Трек впервые появился в номере её турне Showgirl: The Greatest Hits Tour и позже в For You, for Me Tour. Песня также должна была, по слухам, исполняться во время её «Анти»-тура, однако в основной сет-лист не попала, хотя Кайли во время одного из концертов исполнила песню а капелла вместе с фанатами.

### Чарты
Несмотря на положительные отзывы музыкальных критиков, песня, однако, не получила внимания со стороны слушателей. Песня дебютировала с № 37 в родной для Кайли Австралии. После пяти недель сингл поднялся и достиг максимума № 17. Песня в итоге получила золотую сертификацию в Австралии с продажами более чем 35,000 копий. Песня дебютировала с № 16 в британском хит-параде. Позже песня поднялась до № 14, достигнув таким образом своего пика, оставаясь в чарте в течение 5 недель. В ирландском чарте сингл дебютировал с № 22, но покинула чарт спустя всего лишь 2 недели.

## Музыкальное видео
Видео на песню изображает Кайли, загорающую за одеялом, в то время как актёр мужского пола находится позади него с розой. Затем мы видим Кайли с мужчиной в постели, обнимающихся и целующихся. Во время бриджа мы видим Кайли в голубом платье, танцующею у стены. Позже, она танцует на столе для своего возлюбленного. В конце, она целует любовника и уходит, оставляя его наедине с собой. Приём песни и клипа публикой в итоге вылился в один наименее успешных синглов Миноуг. В видео была воссоздана сцена из фильма 1956 года с Бриджит Бардо «И Бог создал женщину. Песня появилась в плейлисте канала MTV Classics в 2011 году и была перечислена под № 34 на программе Evolution of… Kylie Minogue.

## Список композиций
Здесь представлены основные форматы релиза и трек-листы сингла „What Kind of Fool (Heard All That Before)“
CD single
1. „What Kind of Fool (Heard All That Before)“
2. „What Kind of Fool (Heard All That Before)“ [No Tech No Logical Remix]
3. „What Kind of Fool (Heard All That Before)“ [Tech No Logical Remix]
4. „Things Can Only Get Better“ [Original 7» Mix]

7" vinyl
1. «What Kind of Fool (Heard All That Before)»
2. «Things Can Only Get Better» [Original 7" Mix]

12" vinyl
1. «What Kind of Fool (Heard All That Before)» [No Tech No Logical Remix]
2. «What Kind of Fool (Heard All That Before)» [Tech No Logical Remix]
3. «Things Can Only Get Better» [Original 12" Mix]

Cassette single
1. «What Kind of Fool (Heard All That Before)»
2. «Things Can Only Get Better» [Original 7" Mix]

Digital EP (был выпущен в 2009 году с новыми ремиксами)
1. «What Kind of Feel (Heard All That Before)»
2. «What Kind of Fool (Heard All That Before)» [No Tech No Logical Remix]
3. «What Kind of Fool (Heard All That Before)» [Tech No Logical Remix]
4. «What Kind of Fool (Heard All That Before)» [12" Master Mix]
5. «What Kind of Fool (Heard All That Before)» [Instrumental]
6. «What Kind of Fool (Heard All That Before)» [Backing Track]
7. «Things Can Only Get Better» [Original 7" Mix]
8. «Things Can Only Get Better» [Original 12" Mix]
9. «Things Can Only Get Better» [Original Instrumental]
10. «Things Can Only Get Better» [Original Backing Track]

## Живые исполнения
Кайли исполняла песню во время следующих концертных туров:
- Showgirl: The Greatest Hits Tour (как часть «Smiley Kylie Medley»)
- Showgirl: The Homecoming Tour (как часть «Everything Taboo Medley»)
- For You, For Me (как часть «Everything Taboo Medley»)

## Чарты
| Чарт (1992)                               | Место |
| ----------------------------------------- | ----- |
| Australia (ARIA)                          | 17    |
| Germany (Media Control)                   | 81    |
| Ireland (IRMA)                            | 22    |
| UK Singles (The Official Charts Company). | 14    |